# Colin Gibson
Colin Gibson é um diretor de arte australiano. Venceu o Melhor Direção de Arte na edição de 2016 por Mad Max: Fury Road, ao lado de Lisa Thompson.